# Пикет (гора)
Гора Пикет — небольшая (относительная высота 30—40 м) возвышенность в черте города Пятигорска, на западной окраине микрорайона Бештау. Абсолютная высота 565 м.
К северу расположено Краснослободское (Квартальское) кладбище.

## Название
Название возвышенности свидетельствует о былом расположении на её вершине казачьего пикета (конец XVIII — первая треть XIX веков). Хотя сам пикет так и не был обнаружен.

## Достопримечательности
На горе были обнаружены два кургана. Воронки найденные в них, свидетельствуют о грабеже.